# Trần Khánh Viêm
Tony Trần Khánh Viêm (chữ Hán giản thể: 陈庆炎; chữ Hán phồn thể: 陳慶炎; Pinyin: Chén Qìngyán; phiên âm tiếng Anh: Tony Tan Keng Yam, sinh ngày 7 tháng 2 năm 1940) là tổng thống thứ 7 của Cộng hòa Singapore.
Cho đến ngày 1 tháng 7 năm 2011, ông đã đảm nhận các chức vụ Tổng giám đốc điều hành và Phó chủ tịch của Công ty đầu tư chính phủ Singapore Temasek và Chủ tịch của Singapore Press Holdings Limited (SPH). Ông cũng đã đảm nhận chức Chủ tịch Quỹ nghiên cứu quốc gia Singapore và Phó chủ tịch của Hội đồng doanh nghiệp, nghiên cứu và đổi mới.
Trong cuối thập niên 1980, ông là sự lựa chọn thứ nhất của Lý Quang Diệu để kế vị chức Thủ tướng Singapore nhưng ông đã từ chối. Sau đó ông đã quay lại nội các làm Phó thủ tướng Singapore từ năm 1995 đến năm 2005, và Bộ trưởng Quốc phòng từ năm 1995 đến 2003.
Ông là một ứng viên cho cuộc bầu cử tổng thống tháng 8 năm 2011, đã chiến thắng sát sao trong cuộc bầu cử với hơn 0,35%. Ông nhậm chức vào ngày 1 tháng 9 năm 2011.